# Fernando Yáñez de Figueroa

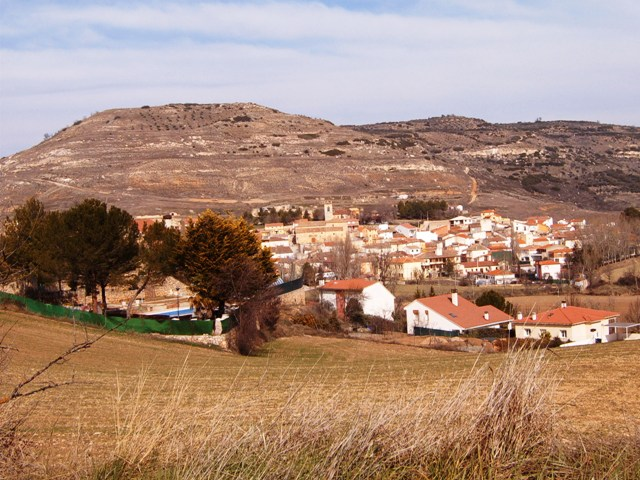
Lupiana, lloc de fundació de l'Orde de Sant Jeroni.

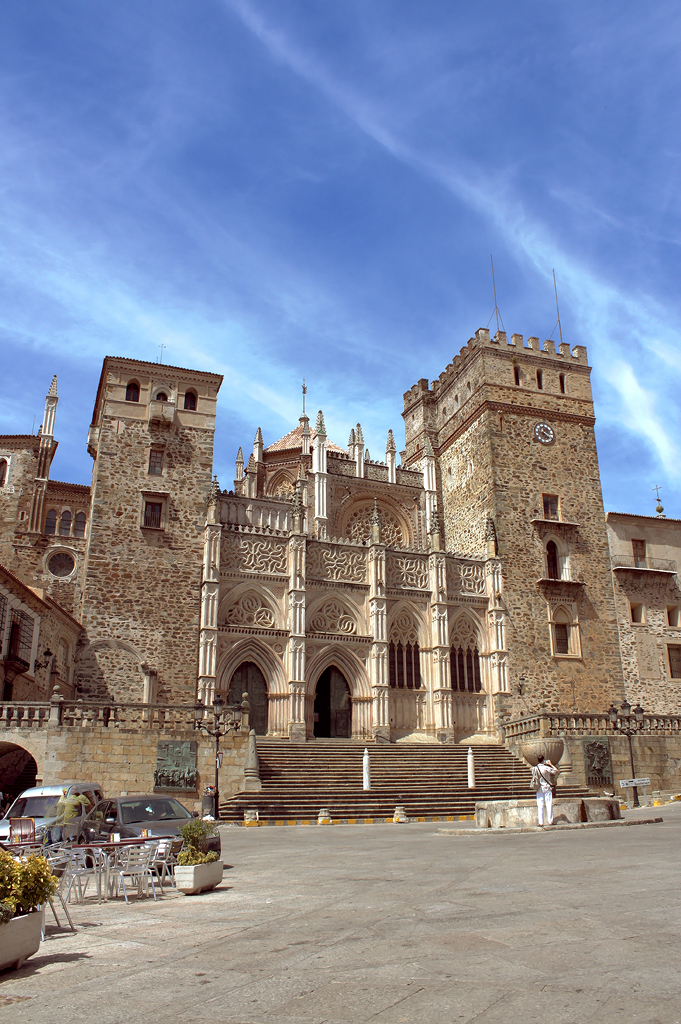
Monestir de Guadalupe, lloc d'enterrament dels fundadors.

Fernando Yáñez de Figueroa (Càceres, ca. 1432 - Monestir de Guadalupe, Càceres, 25 de setembre de 1412) fou un canonge castellà, cofundador de l'Orde de Sant Jeroni.

## Biografia
Fernando Yáñez pertanyia a una família noble, fill de Juan Fernández de Sotomayor, oficial de cambra d'Alfons XI de Castella i de María Yáñez de Figueroa; va criar-se a la cort amb l'hereu Pere I de Castella, però aviat va seguir la vida religiosa. Pere I li va concedir beneficis i el va fer canonge de la catedral de Toledo, essent també capellà major del rei. Va abandonar la vida a la cort per unir-se a un grup d'anacoretes, la majoria laics, que volien fer vida evangèlica en comunitat. El grup, format per seguidors de l'italià Tomaso Succio, s'havia establert a El Castañar, prop de Toledo, van passar a Orusco (Madrid), prop de l'ermita de la Billaescusa. En 1366 se'ls uní Pedro Fernández Pecha i en 1367 la comunitat va buscar un lloc més capaç i es va traslladar a Lupiana (Guadalajara), on la família Pecha tenia terres. S'hi consolidà, llavors, una comunitat eremítica de laics, lliurats a la contemplació i l'ascesi, anomenada de San Bartolomé de Lupiana.
Com que l'Església volia que les comunitats religioses se sotmetessin a unes regles, van demanar l'aprovació de la comunitat a Gregori XI; Pedro Fernández Pecha i Pedro Román foren enviats a Avinyó (Valclusa) per fer-hi les gestions necessàries. Amb la butlla Sine petitio Salvatoris humanae generis de 15 d'octubre de 1373, el papa va aprovar le comunitat d'Eremites de Sant Jeroni, amb la Regla de Sant Agustí i constitucions i hàbit propis, a més del permís per fundar quatre monestirs, el primer dels quals seria el de Lupiana. Pedro Fernández Pecha en fou nomenat prior i va imposar l'hàbit als altres membres de la congregació, entre ells Fernando Yáñez. El 1374, el prior va renunciar al càrrec, nomenant com a successor Fernán Yáñez de Figueroa. A partir de llavors, Yáñez es fa càrrec del convent de Lupiana i fa créixer la comunitat. En 1389, l'orde rep el monestir de Guadalupe, amb grans terres i riqueses, i part de la comunitat de Lupiana s'hi trasllada. Fernando Yáñez s'hi estableix i canvia el caràcter inicial de l'orde, convertint-la en un orde monàstic, assignant un paper fonamental al rés de l'ofici diví i deixant-ne de banda el component eremític originari.
L'orde es fa càrrec del santuari marià de Guadalupe i comença a edificar el monestir: església, cel·les i dependències. A més, van obrir una escola, hospitals i albergs per als pelegrins del santuari, tallers i oficines, molins, etc.
Va morir a Guadalupe el 25 de setembre de 1412, essent enterrat al costat de l'altar major de l'església, al costat de l'Epístola.
L'Orde de Sant Jeroni, com a acte d'extrema humilitat, evitava la veneració de qualsevol dels seus membres, per la qual cosa, a diferència d'altres fundadors d'ordes i de persones de vida venerable, mai no va iniciar el procés de beatificació dels seus fundadors i ni tan sols van rebre culte en el si de l'orde, tot i ésser-hi considerat com a models de virtut i de vida cristiana.